# 流行文化
流行文化，也稱為通俗文化、大眾文化（英語：Popular Culture、Pop Culture），指在現代社會中某段时间盛行的文化，是人們所自由創造出來並被大眾接受而廣泛傳播所造成的現象，近义词为時尚。
流行文化的內容主要由散播文化製品的工業（傳媒）來塑造並傳播，例如摄影電影、電視、出版社等媒體。實際上，流行文化並不只是大眾傳媒的生產物，而是由大眾與傳媒間互動所產生的，即：大眾影響傳媒，傳媒又反過來影響大眾。因此流行文化本身是雙向的、不斷更新成長的。

## 歷史及定義
流行文化的英語詞彙「Popular Culture」一詞是在19世紀或更早日時開始使用。傳統上，這是指較低階層的教育及文化程度，和官方文化或是統治階級的教育及文化相對。
一些被主流社會忽略的事物，當受到小部分人的強烈關注後，有可能漸漸形成流行文化。從少數人認同邁向多數人認可的過程，在社會學界被視為研究的奧秘所在。尤其，為何大多數事物都無法流行，僅有少數事物甚至十分怪異者可以成為流行。
流行文化的商品在社會上有廣泛的吸引力，原因有二。其一是商品宣傳。製造和發售這些商品的商業機構會強調商品在社會上的認受性，從而獲取最大的利潤。二是文化基因的效應。牛津大學演化生物學家理查德·道金斯採用延伸演化論的理論，提出流行文化也會依據「物競天擇，適者生存」法則在社會上散佈：在社會上最受歡迎的文化產物才能生存下來，繼續繁衍。
不過從社會學的觀點去看，流行嚴格說與商業運作無直接關聯，比方說德國社會學家齊美爾在他論流行時尚的論文中就認為流行是菁英結構和下層結構之間的相互影響；只能說在資本主義裡面，商業運作更加速與加深了流行。事實上在古代，諸如詞彙、穿著方式、生活型態、髮型與鬍子（可見諸於布勞岱《15-18世紀的物質文明、經濟和資本主義〈1-3〉》裡面也提過法國與義大利）都有流行，還流行了數十年到百年之久。
流行文化被普遍認為是較為膚淺的。需要長時間浸淫、練習和反思的文化項目較少能成為流行文化的產物。在部分人的認知上，認為流行膚淺而大眾，跟經典剛好屬於兩端。但事實上流行很多時候透過認證與操作，仍然可以變為經典。流行與經典若真要判斷，應該可以從消退時期去觀察：流行必定有衰退期，但是經典由於受到認可，可以維繫很長時間。也就是端看社會對其的評價而定。部分流行文化被時間淘汰，部分流行文化（如可口可樂文化）則成為現代文化的一部份。

## 學術觀點
在學界探討流行文化方面，最早的應該是社會學家史賓塞曾在著作中有一篇探討流行與模仿的關係。後德國社會學家齊美爾，也在短篇著作中有《論流行》，認為流行存有一股雙元特色：既具有趨同、又需要在同中標異，前者是流行匯聚個體的外在特徵，後者是領先者需要擺脫群體模仿，繼而維繫其社會地位的手段。齊美爾的觀點大幅被後世接受為流行的基本認知架構，惟對其標異有所爭論，認為20世紀的流行可能是由下而上的，並非上階層者單向指導或模仿而已。
20世紀按照不同方法，基本上流行研究區分為兩個部分。第一個屬罗兰·巴特以符號與神話體系認識流行，認為流行體系就是一個神話體系，透過能指（signifer）與所指（signified）之間的關聯與飄移，建構出一套流行的神話體系，巴特通篇是以服飾業作為例子。
第二個為美國的布魯默提出的象徵互動論，從集體選擇與集體品味角度探討流行。認為流行最大特色就如齊美爾所說的，是所謂趨同。尤其當群體一起選擇某個對象時，對個體而言具有龐大的選擇壓力。
1980年代以後，法國社會學家皮埃爾·布迪厄，從象徵鬥爭與場域的角度，分析流行。在其著作《Distinciton》內也有提到流行場域的鬥爭關係。簡單說，流行本身就是一個文化場域，依照場域權力者／未獲權力者的關係構成。握有權力，便有界定場域（包括鬥爭籌碼）的力量，後這則在場域中被壓迫，尋找出路。布爾狄厄也常以主流／異端（源自於早年基督教鬥爭）的方式，稱其場域鬥爭關係。
奥尔特加关于“超级民主”的论述以及对“大众人”的深刻分析，影响了后来的法兰克福学派关于大众文化的批判。
把大众文化界定为“肯定文化”，最早是由霍克海默在其1936年的论文《利己主义和自由运动》中提出的，但是对“肯定文化”进行深入阐述的是马尔库塞。马尔库塞在1937年的论文《文化的肯定性质》中，对肯定文化进行了专门的论述。
阿多诺甚至用文化工业取代大众文化的表述，他说：“我们用文化工业取代这种表述，以便一开始就排除赞同其倡导者的下述解释的可能：这是一个类似一种从大众本身、从流行艺术的当前自发产生出来的文化问题。文化工业必须与后者严加区分，选择文化工业这种表述而舍弃大众文化主要原因在于为了消除一种误会，即防止人们望文生义，认为大众文化的主要特点是从人民大众出发，为人民大众服务。”霍克海默也说过：“大众文化从来不是由大众直接决定的，而往往是由大众在其他社会阶层的代表决定的。”

## 自指性
由於流行文化的普遍及其互相關連的特性，有些文化人類學家、文化評論家發現流行文化中有大量的互文性。批評家Angela McRobbie就提出這種自我指涉表示流行文化已進入許多領域的集體經驗中，她認為：「不單只是指涉真實世界，許多媒體致力於指涉其他媒體的影像或是敘述，自指性無所不在，但很少被考慮到。」，甚至這種互文性及自我指涉的特性已使流行文化成為自我指涉和递归评论的话题。
許多文化評論者指出這只是大眾消費主義的副作用而已，不過也已出現不一樣的想法，一個評論者認為這反映根本的悖论：隨著科技和文化复杂程度的提高，膚淺和去人性化的程度也隨之提高。
電視影集辛普森一家就指涉了大眾媒體的屬性，以及本身的商業內容。在「Bart vs. Thanksgiving」一集中，霸子在看電視時，抱怨梅西感恩节大游行的商業化。當他將頭從電視機前轉開時，螢幕上剛好有一個超大的霸子充氣氣球飄過去。